# Lester R. Ford
Lester Randolph Ford Sr. (25 tháng 10 năm 1886 – 11 tháng 11 năm 1967) là một nhà toán học người Mỹ, biên tập viên của American Mathematical Monthly từ 1942 đến 1946, và là Chủ tịch Hiệp hội Toán học Hoa Kỳ từ 1947 đến 1948.
Vòng tròn Ford được đặt theo tên ông. Ông là cha đẻ của L. R. Ford Jr.
Bằng cấp đầu tiên của Ford, Cử nhân Sư phạm, đến từ một trường học bình thường ở Missouri. Sau đó, ông theo học Đại học bang Missouri, tốt nghiệp cử nhân năm 1911. Đối với công việc sau đại học, ông đã đến Đại học Missouri, Columbia và Đại học Harvard vào năm 1912 và 13. Ford sau đó được gọi tới Scotland, nơi vào năm 1914, ông là giảng viên toán học tại Đại học Edinburgh. Các trò chơi cờ vua trong khuôn viên trường đã mang lại cho Ford một số liên hệ xã hội và danh tiếng. Năm 1915, Ford đã xuất bản An Introduction to the Theory of Automorphic Functions như là Edinburgh Mathematical Tract # 6.
Trở về Harvard vào năm 1917, Ford đã được trao bằng tiến sĩ. cho luận án Rational Approximations to an Irrational Complex Number.
Sau đó, Ford gia nhập khoa của Học viện Rice tại Houston, Texas. Ở đó, ông kết hôn với Marguerite Eleanor John vào ngày 15 tháng 6 năm 1924.
Di chuyển về phía bắc đến Chicago, Ford giảng dạy tại Armor Armor, sớm trở thành Học viện Công nghệ Illinois. Từ đó, ông đi đến biên tập tờ The American Math Toán hàng tháng trong Thế chiến II. Ford là chủ tịch của Hiệp hội toán học Hoa Kỳ năm 1947-8.
Năm 1964, MAA đã công nhận sự đóng góp của ông cho toán học bằng cách thành lập Giải thưởng Lester R. Ford cho các tác giả của các bài báo xuất sắc được xuất bản trên Tạp chí Toán học hoặc American Mathematical Monthly. (Giải thưởng hiện được gọi là Giải thưởng Paul R. Halmos - Lester R. Ford.) Sinh viên tiến sĩ của ông bao gồm Edwin Beckenbach.